# Saint-Brice-sur-Vienne
Saint-Brice-sur-Vienne è un comune francese di 1 565 abitanti situato nel dipartimento dell'Alta Vienne nella regione della Nuova Aquitania.

## Società

### Evoluzione demografica
Abitanti censiti